# Сутисківська селищна рада
Су́тисківська се́лищна ра́да — адміністративно-територіальна одиниця та орган місцевого самоврядування в Тиврівському районі Вінницької області. Адміністративний центр — селище міського типу Сутиски.

## Загальні відомості
Сутисківська селищна рада утворена в 1921 році.
- Територія ради: 5,82 км²
- Населення ради: 6 207 осіб (станом на 1 січня 2011 року)
- Територією ради протікає річка Південний Буг

## Населені пункти
Селищній раді підпорядковані населені пункти:
- смт Сутиски

## Склад ради
Рада складається з 30 депутатів та голови.
- Голова ради: Дідух Леонід Болеславович
- Секретар ради: Кушнір Людмила Андріївна

### Керівний склад попередніх скликань
| Прізвище, ім'я, по батькові | Основні відомості                                                        | Дата обрання | Дата звільнення |
| --------------------------- | ------------------------------------------------------------------------ | ------------ | --------------- |
| Конюхов Михайло Васильович  | Селищний голова, 1949 року народження, безпартійний                      | 26.03.2006   | 31.10.2010      |
| Дідух Леонід Болеславович   | Селищний голова, 1941 року народження, освіта вища, член Партії регіонів | 31.10.2010   |                 |

Примітка: таблиця складена за даними сайту Верховної Ради України

### Депутати
За результатами місцевих виборів 2010 року депутатами ради стали:

#### За суб'єктами висування
| Суб'єкт висування                                       | Кількість обраних депутатів | %    |
| ------------------------------------------------------- | --------------------------- | ---- |
| Партія регіонів                                         | 12                          | 40   |
| Політична партія Всеукраїнське об'єднання «Батьківщина» | 7                           | 23,3 |
| Самовисування                                           | 3                           | 10   |
| Соціалістична партія України                            | 3                           | 10   |
| Політична партія Всеукраїнське об'єднання «Свобода»     | 2                           | 6,7  |
| Українська Народна Партія                               | 2                           | 6,7  |
| Політична партія «Сильна Україна»                       | 1                           | 3,3  |

#### За округами
| № округу                                                | Прізвище, ім'я, по батькові         | Дата визнання обраним | Освіта  | Партійна приналежність                        | Відомості про обраного депутата                                                  |
| ------------------------------------------------------- | ----------------------------------- | --------------------- | ------- | --------------------------------------------- | -------------------------------------------------------------------------------- |
| Партія регіонів                                         |                                     |                       |         |                                               |                                                                                  |
| 2                                                       | Лісник Василь Володимирович         | 03.11.2010            | вища    | позапартійний                                 | тимчасово не працює                                                              |
| 3                                                       | Чехместрук Віктор Леонтійович       | 03.11.2010            | вища    | член Партії регіонів                          | Сутисківська загальноосвітня школа І-ІІІ ст., вчитель                            |
| 4                                                       | Мельник Павло Володимирович         | 16.11.2010            | вища    | позапартійний                                 | Тиврівський «Райагроліс», лісник                                                 |
| 5                                                       | Джигун Анатолій Олександрович       | 03.11.2010            | вища    | позапартійний                                 | тимчасово не працює                                                              |
| 6                                                       | Муль Федір Феодосійович             | 03.11.2010            | середня | позапартійний                                 | Сутисківська пожежна команда, начальник                                          |
| 9                                                       | Переродов Олександр Вікторович      | 03.11.2010            | вища    | позапартійний                                 | ЗАТ «АЕА», старший майстер ремонтно-механічногоцеху                              |
| 16                                                      | Кирик Федір Мусійович               | 03.11.2010            | вища    | позапартійний                                 | пенсіонер                                                                        |
| 17                                                      | Астраханова Катерина Юріївна        | 03.11.2010            | вища    | член Партії регіонів                          | відділ Держкомзему у Тиврівському районі, заступник начальника                   |
| 20                                                      | Чемес Інна Олегівна                 | 03.11.2010            | вища    | член Партії регіонів                          | Сутисківська райлікарня № 2, медсестра                                           |
| 21                                                      | Білик Дмитро Григорович             | 03.11.2010            | вища    | позапартійний                                 | СО «Вінниця-енергоналадка», начальник цеху по ремонту трансформаторів            |
| 26                                                      | Франчук Янко Францович              | 03.11.2010            | вища    | позапартійний                                 | приватний підприємець                                                            |
| 28                                                      | Радудик Микола Васильович           | 03.11.2010            | вища    | член Партії регіонів                          | Сутисківська селищна рада, спеціаліст з житлово-комунальних питань селищної ради |
| Політична партія Всеукраїнське об'єднання «Батьківщина» |                                     |                       |         |                                               |                                                                                  |
| 7                                                       | Гончарук Ростислав Валентинович     | 03.11.2010            | вища    | позапартійний                                 | приватний підприємець                                                            |
| 22                                                      | Стальченко Олександр Володимирович  | 03.11.2010            | вища    | позапартійний                                 | тимчасово не працює                                                              |
| 23                                                      | Хлипавка Ванда Іванівна             | 03.11.2010            | вища    | позапартійна                                  | тимчасово не працює                                                              |
| 24                                                      | Горик Валентина Миколаївна          | 03.11.2010            | вища    | член Всеукраїнського об'єднання «Батьківщина» | Тиврівські електромережі, оператор                                               |
| 27                                                      | Пастух Іван Петрович                | 03.11.2010            | вища    | позапартійний                                 | пенсіонер                                                                        |
| 29                                                      | Юрчишен Андрій Петрович             | 03.11.2010            | вища    | позапартійний                                 | приватний підприємець                                                            |
| 30                                                      | Мартинюк Тетяна Олександрівна       | 03.11.2010            | вища    | член Всеукраїнського об'єднання «Батьківщина» | магазин «Аннушка» смт. Сутиски, продавець                                        |
| Політична партія Всеукраїнське об'єднання «Свобода»     |                                     |                       |         |                                               |                                                                                  |
| 14                                                      | Кучеренко Юрій Олександрович        | 03.11.2010            | вища    | член Всеукраїнського об'єднання «Свобода»     | ТОВ «Тивріврай- сільсервіс», інженер                                             |
| 25                                                      | Стратійчук Сергій Михайлович        | 03.11.2010            | вища    | член Всеукраїнського об'єднання «Свобода»     | приватний підприємець                                                            |
| Політична партія «Сильна Україна»                       |                                     |                       |         |                                               |                                                                                  |
| 13                                                      | Яцюк Олександр Іванович             | 03.11.2010            | вища    | член Політичної партії «Сильна Україна»       | Сутисківська загальноосвітня школа І-ІІІ ст., вчитель                            |
| Соціалістична партія України                            |                                     |                       |         |                                               |                                                                                  |
| 1                                                       | Рябчинська Ірина Федорівна          | 03.11.2010            | вища    | позапартійна                                  | Сутисківська загальноосвітня школа-інтернат І-ІІІ ст., вчитель                   |
| 18                                                      | Стеценко Марія Іванівна             | 03.11.2010            | вища    | позапартійна                                  | Сутисківська загальноосвітня школа І-ІІІ ст., заступник директора                |
| 19                                                      | Завальницька Світлана Олександрівна | 03.11.2010            | вища    | член Соціалістичної партії України            | Сутисківська загальноосвітня школа І-ІІІ ст., вчитель                            |
| Українська Народна Партія                               |                                     |                       |         |                                               |                                                                                  |
| 8                                                       | Мельник Віктор Леонідович           | 03.11.2010            | вища    | член Української Народної Партії              | Сутисківська загальноосвітня школа-інтернат І-ІІІ ст., водій                     |
| 10                                                      | Глушко Валерій Вікторович           | 03.11.2010            | вища    | член Української Народної Партії              | Сутисківське відділення Приватбанку, керуючий                                    |
| Самовисування                                           |                                     |                       |         |                                               |                                                                                  |
| 11                                                      | Кушнір Людмила Андріївна            | 03.11.2010            | вища    | позапартійна                                  | Сутисківська селищна рада, секретар селищної ради                                |
| 12                                                      | Чорний Олег Петрович                | 03.11.2010            | вища    | позапартійний                                 | СО «Вінниця-енергоналадка», електрослюсар                                        |
| 15                                                      | Дунда Микола Антонович              | 03.11.2010            | вища    | член Політичної партії «Наша Україна»         | ЗАТ «АЕА», головний інженер                                                      |